# Niva Kořenského potoka
Niva Kořenského potoka je přírodní rezervace severně od městyse Strážný v okrese Prachatice. Chráněné území se rozkládá podél Kořenského potoka zhruba od Orlovské huti přes Kořenný až ke Strážnému. Oblast spravuje Správa NP a CHKO Šumava.
Důvodem ochrany jsou přechodová rašeliniště a třasoviště, druhově bohaté smilkové louky na silikátových podložích v horských oblastech, evropská suchá vřesoviště, vlhkomilná vysokobylinná lemová společenstva nížin a horského až alpínského stupně, smíšené jasanovo-olšové lužní lesy temperátní a boreální Evropy, acidofilní smrčiny, samovolně se vyvíjející stádia sukcesních společenstev na zaniklých zemědělských půdách a na kamenných snosech, silně ohrožené druhy savců, ptáků, plazů, obojživelníků a rostlin a jejich biotopy, kriticky ohrožené druhy plazů a jejich biotopy, ohrožené druhy plazů, obojživelníků a rostlin a jejich biotopy.